# 新倉弘倫
新倉 弘倫（にいくら ひろみち）は、日本の物理学者。早稲田大学理工学術院先進理工学部教授。早稲田大の研究者として初めて日本学術振興会賞を受賞。

## 人物・経歴
神奈川県出身。1995年京都工芸繊維大学繊維学部高分子学科卒業。1997年京都工芸繊維大学大学院工芸科学研究科高分子学専攻博士前期課程修了。2000年総合研究大学院大学数物科学研究科構造分子科学専攻（岡崎国立共同研究機構分子科学研究所極端紫外光研究系）博士後期課程修了、博士（理学）、カナダ国立研究機構NSERC博士研究員（ポール・コーカム研究室）。2003年日本学術振興会海外特別研究員（カナダ国立研究機構）。2004年科学技術振興機構さきがけ研究員（カナダ国立研究機構）。2010年早稲田大学先進理工学部応用物理学科准教授。2011年京都大学エネルギー理工学研究所客員准教授。2013年には早稲田大所属の研究者としては初めて日本学術振興会賞を受賞。2015年早稲田大学先進理工学部応用物理学科教授。2020年早稲田大学理工学術院総合研究所兼任研究員。

## 受賞
- 2002年 A Scientific Breakthrough or Technical Innovation, National Research Council[3]
- 2004年 原子衝突研究協会若手奨励賞[3]
- 2012年 文部科学大臣表彰科学技術賞（研究部門) [3]
- 2013年 日本学術振興会賞[3]